# زیردریایی یو-۲۲۰
زیردریایی یو-۲۲۰ (به انگلیسی: German submarine U-220) یک زیردریایی بود که طول آن ۸۹٫۸۰ متر (۲۹۴ فوت ۷ اینچ) و ارتفاع آن ۱۰٫۲۰ متر (۳۳ فوت ۶ اینچ) بود. این زیردریایی در سال ۱۹۴۳ ساخته شد.